# Genyochromis mento
Genyochromis mento – gatunek słodkowodnej ryby z rodziny pielęgnicowatych (Cichlidae), jedyny przedstawiciel rodzaju Genyochromis. 

## Występowanie
Gatunek endemiczny jeziora Malawi w Afryce.

## Opis
Osiąga w naturze do 12 cm długości. Żywi się łuskami innych ryb.